# Fibrinogen
Fibrinogen (faktor I) je rastvorni glikoprotein iz plazme koji se sintetiše u jetri. On se konvertuje trombinom u fibrin tokom koagulacije krvi. To se ostvaruje putem procesa koagulacione kaskade koji aktivira zimogenski protrombin do serinsko proteaznog trombina, koji je zatim odgovoran za konvertovanje fibrinogena u fibrin. Fibrin se vezuje za faktor XIII i formira ugrušak. FXIIIa dalje stabilizuje fibrin inkorporacijom fibrinoliznih inhibitora alfa-2-antiplazmina i TAFI (trombinom aktiviranog inhibitora fibrinolize, prokarboksipeptidaze B), i vezivanjem nekoliko adhezionih proteina raznih ćelija. Aktivacija faktora XIII trombinom i plazminogenim aktivatorom (t-PA) je katalisana fibrinom. Fibrin se specifično vezuje za aktivirane koagulacione faktore faktor Xa i trombin, i zarobljava ih u mrežu vlakana, tako da funkcioniše kao privremeni inhibitor tih enzima, koji mogu da ostanu aktivni, i da budu oslobođeni tokom fibrinolize. Nedavna istraživanja su pokazala da fibrin ima ključnu ulogu u inflamatornom responsu i razvoju reumatoidnog artritisa.